# Piz Aul
Der Piz Aul ist ein Berg westlich von Vals im Valsertal mit einer Höhe von 3121 m ü. M. Sein Gipfel bietet durch seine geografische Dominanz eine gute Rundsicht. Die Südseite besteht aus einer durchgehenden Wand, nach Norden und Ostnordosten erstrecken sich ausgeprägte Grate.

## Umgebung und Erschliessung
Südlich des Piz Aul liegt das 3022 m hohe Faltschonhorn und im Verlauf des nach Ostnordosten verlaufenden Grats erhebt sich der 2874 m hohe Piz Serenastga. Südöstlich fällt das Gelände ab ins obere Valsertal. Stützpunkt für eine Begehung des Piz Aul ist die Leisalp bei Vals. Der leichteste Anstieg (Normalweg) zum Gipfel führt durch die Nordostflanke von der Sattelilücke (2763 m) aus. Schwieriger ist der Weg über den Breitengrat, der nach der SAC-Wanderskala mit BG (alte Bewertung, neu entspricht es "T6",gleich schwieriges Alpinwandern, oder mindestens oberes "T5",gleich anspruchsvolles Alpinwandern)bewertet wird. 1909 wurde erstmals das steinschlaggefährdete Ostwandcouloir begangen, das die Schwierigkeit ZS aufweist. Der Einstieg ins Couloir erfordert Kletterfähigkeiten im UIAA-Grad IV-. 1969 gelang die erste Durchquerung der Südwand durch Konrad Berni und Markus Jörger. Die erste Winterbesteigung erfolgte 1973 durch Konrad Berni und Ruedi Vieli. Andere Wege führen über den Südsporn des Westgrats (ZS, IV), sowie durch die Westflanke (WS).